# Manoir de Kerscomard
Le manoir de Kerscomard est un édifice situé à Noyal-Pontivy en France.

## Localisation
Le manoir est situé sur le territoire de la commune de Noyal-Pontivy, au lieu-dit Kerscomard, dans le département du Morbihan en région Bretagne.

## Description
Le manoir date du XVIIe siècle, c'est un édifice à un étage carré construit en moellons de pierre de taille en grès  et schiste, toiture en pavillon ; toit à longs pans ; toit conique. Escalier dans-œuvre ; escalier droit ; escalier tournant ; escalier de distribution extérieur.

## Historique
Contre le logis ouest portant la date 1626 : élévation antérieure. Le deuxième niveau est venu s'appuyer un logis couvert en pavillon et portant la date 1644 : lucarne de l'élévation antérieure. Propriétaires successifs connus : Jehan le Baudouin (1427-1448) , Guillaume Davy (1536) , Olivier Pinsart (incertain : avant 1638 ou 1682) , René Audren (1641) , François Barizy (1688).
Le manoir est inscrit à l'inventaire général du patrimoine culturel.